# Eupithecia groenblomi
Eupithecia groenblomi is een nachtvlinder uit de familie van de spanners (Geometridae).
De spanwijdte van deze vlinder is 15 tot 20 millimeter. De grondkleur is grijs. Over de voorvleugel lopen zwakker wat donkerder dwarslijnen. De middenvlek is vrij fors en duidelijk zichtbaar.
De soort gebruikt echte guldenroede als waardplant. De soort vliegt in een jaarlijkse generatie van eind mei tot en met juni. De rups is te vinden van halverwege in augustus en september. De pop overwintert in de grond.
De soort is alleen bekend uit Noorwegen, Finland en aangrenzend Rusland.